# Joás de Judá
Joás ou Jeoás, também chamado de Ben-Tsivyah (885 - 839 a.C.), foi o 8º rei de Judá.
Ele era filho de Acazias, e sua mãe era Zibia de Berseba. Começou a reinar em com apenas sete anos de idade e reinou durante quarenta anos em Jerusalém sobre Judá.
Quando, em 884 a.C., seu pai Acazias foi morto por Jeú, Atália, sua avó, mandou exterminar a família real e assumiu o poder em Judá. Antes que pudesse ser morto, Joás foi salvo por sua tia Jeoseba e foi escondido no templo e criado pelo sacerdote Joiadá.
Em 878 a.C., quanto Joás tinha sete anos, Joiada ungiu Joás como rei. Atália foi morta, assim como Mattan, sacerdote de Baal, e o templo de Baal foi destruído..
Depois disso, enquanto o sumo sacerdote Joiada vivia e agia como pai e conselheiro de Joás, o jovem monarca prosperou.
Em 864 a.C., nasceu Amassias, filho de Joás e Jeoadã. Em 857 a.C., Joás ordenou que o templo de Salomão fosse restaurado.
A casa de Iahweh precisava urgentemente de reparos, não apenas por causa da sua idade (nessa época tendo não mais de 150 anos), mas também devido à negligência e ao saque sofridos no reinado de Atalia. Em conseqüência disso, Joás instou com os levitas a que levantassem o dinheiro para tal restauração por irem de cidade em cidade, por toda a Judá, mas a reação dos levitas não foi de todo o coração, e o serviço não estava sendo executado. Com o tempo, mudaram-se os arranjos para conseguir e administrar tais fundos. O povo mostrou bom acatamento, e os reparos continuaram até o término das obras. — .
Em 840 a.C., morre o sacerdote Joiada, e, logo depois, seu filho Zacarias é morto por apedrejamento por reprovar os israelitas de retornarem à idolatria.
No ano seguinte (839 a.C.), uma pequena força militar síria, chefiada por Hazael, rei da Síria, conseguiu invadir o território de Judá, obrigando Joás a entregar o ouro e os tesouros do santuário, bem como seus próprios bens, deixando-o um homem arrasado e doente. Dois de seus oficiais (Jozabade e Jeozabade) conspiraram contra ele e o assassinaram em Bete-Milo, no caminho que desce para Sila. Seu filho Amazias reinou em seu lugar, e executou os assassinos de seu pai, poupando seus filhos, de acordo com a lei de Deus ditada a Moisés.